# Juggernaut (Band)
Juggernaut war eine US-amerikanische Thrash-Metal-Band aus San Antonio, Texas, die im Jahr 1985 gegründet wurde und sich 1993 wieder auflöste.

## Geschichte
Die Band wurde im Jahr 1985 von Sänger Harlan Glenn, Gitarrist Eddie Katilius, Bassist Scott Womack und Schlagzeuger Bobby Jarzombek gegründet. Nachdem die Band einige Lieder einstudiert hatte, schloss sich im Folgejahr das Debütalbum Baptism Under Fire an. Außerdem war die Band mit einem Lied auf der Kompilation Metal Massacre VII enthalten. Ihr zweites Album schloss sich im Jahr 1987 unter dem Namen Trouble Within an. Darauf war statt Sänger Glenn nun Steve Cooper zu hören. Die Veröffentlichung des Albums sollte die letzte der Gruppe sein, ehe sie sich im Jahr 1993 auflöste. Schlagzeuger Jarzombek, dessen Bruder Gitarrist bei der Band Watchtower ist, sollte später noch bei Bands wie Demons & Wizards, Halford, Iced Earth, Riot oder Spastic Ink spielen.

## Stil
Die Band spielte progressiven Thrash Metal, wobei die Musik mit alten Werken von Overkill vergleichbar ist, wobei die Lieder von Juggernaut weitaus komplexer gehalten sind.

## Diskografie
- Demo I (Demo, 1984, Eigenveröffentlichung)
- Demo II (Demo, 1984, Eigenveröffentlichung)
- First Blood (Demo, 1985, Eigenveröffentlichung)
- Baptism Under Fire (Album, 1986, Metal Blade Records)
- Trouble Within (Album, 1987, Metal Blade Records)